# Condado de Lincoln (Colorado)
O Condado de Lincoln é um dos 64 condados do Estado americano do Colorado. A sede do condado é Hugo, e sua maior cidade é Limon. O condado possui uma área de 6 699 km² (dos quais 1 km² estão cobertos por água), uma população de 6 087 habitantes, e uma densidade populacional de 1 hab/km² (segundo o censo nacional de 2000). O condado foi fundado em 1889.\\\w1